# NGC 1314
NGC 1314 ist eine Spiralgalaxie vom Hubble-Typ Scd im Sternbild Eridanus am Südsternhimmel. Sie ist schätzungsweise 174 Millionen Lichtjahre von der Milchstraße entfernt und hat einen Durchmesser von etwa 75.000 Lj.

Im selben Himmelsareal befindet sich u. a. die Galaxie NGC 1304.
Das Objekt wurde am 18. Januar 1887 von dem US-amerikanischen Astronomen Francis Preserved Leavenworth entdeckt.